# Acer Liquid E
Acer Liquid E là một điện thoại thông minh màn hình cảm ứng được phát triển và tiếp thị bởi Acer Inc.. Nó là thiết bị thứ hai được thiết kế bởi Acer, chạy hệ điều hành Android 2.1 (Eclair). Thiết bị dược giới thiệu vào tháng 2 năm 2010, và kế nhiệm Acer Liquid A1.

## Tính năng
Sự khác biệt giữa Acer Liquid E và Acer Liquid A1 nằm ở số lượng bộ nhớ RAM - Acer Liquid E là 512MB, gấp đôi so với Acer Liquid vốn chỉ có 256MB. Nó cũng được xuất xưởng với hệ điều hành Android 2.1 thay vì Android 1.6.

### Kích thước và trọng lượng
Liquid E có kích thước 115 x 64 x 12.75 mm và nặng 135g.